# Convair F-102 Delta Dagger
Il Convair F-102 Delta Dagger fu un intercettore statunitense ideato per costituire la spina dorsale della difesa aerea gestita dalla United States Air Force verso la fine degli anni cinquanta. Entrò in servizio nel 1956 con il ruolo principale di fronteggiare la flotta di bombardieri sovietici nell'ipotesi di attacco agli Stati Uniti.

## Storia

### Sviluppo
Alla fine degli anni quaranta l'USAF avvertì l'esigenza di un intercettore supersonico armato con missili aria-aria.
Il 18 giugno 1950 venne emessa la specifica Project MX-1554, denominata non ufficialmente “1954 Interceptor” perché era prevista l'entrata in servizio dell'aereo prescelto nel 1954.
Quasi contemporaneamente vennero emesse le specifiche per i missili e il sistema di controllo del tiro da integrare nell'aereo, il tutto era visto dall'USAF come diverse componenti di un sistema d'arma definito Weapon System 210A.
La Convair propose il progetto Model 8-80, derivato dall'aereo sperimentale con ala a delta XF-92A progettato dalla Convair nel 1947 e impiegato per un totale di 118 voli sperimentali dall'USAF e dal NACA (attuale NASA) dal 1948 al 1954.
Rispetto all'XF-92A il Model 8-80 aveva fusoliera allungata con un radar nel muso, prese d'aria del motore ai lati della fusoliera anteriore e una stiva ventrale per i missili.
Come motore venne scelto il Wright J67, ma i ritardi accumulati nello sviluppo portarono alla scelta del Pratt & Whitney J57 per i prototipi.
Il primo YF-102, denominato Model 8-82 (matricola militare 52-7794), volò per la prima volta il 24 ottobre 1953 con ai comandi il capo pilota collaudatore della Convair Richard “Dick” Johnson.
Il primo novembre il primo YF-102 andò distrutto durante un volo di prova: il motore si spense durante una picchiata e il pilota (Johnson), dopo avere tentato inutilmente di riaccenderlo, si lanciò con il seggiolino eiettabile.
Il secondo YF-102 volò per la prima volta l'11 gennaio 1954.
Le prestazioni ottenute nei voli di prova erano inferiori al previsto, in particolare non riusciva a raggiungere la velocità del suono a causa di una resistenza aerodinamica molto superiore al previsto.
Per risolvere il problema la Convair iniziò una riprogettazione dell'aerodinamica dell'aereo secondo la recente teoria della regola delle aree.
A seguito delle modifiche la fusoliera era più lunga di 7 ft (2,13 m), più stretta nella sezione centrale e allargata nella parte posteriore da una coppia di carenature ai lati, venne per questa soprannominata “a bottiglia di coca-cola”.
Vennero inoltre modificate le prese d'aria e il tettuccio e installato una nuova versione del motore J57 con maggiore spinta.
Il primo YF-102A con tutte queste modifiche, denominato Model 8-90 (matricola militare 53-1787), volò per la prima volta il 20 dicembre 1954 e il giorno dopo superò la velocità del suono raggiungendo la velocità di Mach 1.22.
Visti i risultati dei voli di prova, l'USAF ordinò la produzione di serie del nuovo caccia denominato ufficialmente F-102A Delta Dagger.
L'F-102A avrebbe dovuto essere sostituito dall'F-102B, soprannominato "Ultimate Interceptor".
Durante lo sviluppo venne deciso di adottare un motore Pratt & Whitney J75 e fatte molte modifiche all'aerodinamica tra cui nuove prese d'aria a geometria variabile.
Vista l'entità delle modifiche e le prestazioni nettamente superiori, tra cui una velocità di Mach 2, l'USAF decise di cambiarne la denominazione dell'F-102B in F-106 Delta Dart.
La Convair utilizzò l'esperienza acquisita in questi due progetti anche per quello del bombardiere bisonico B-58 Hustler.

## Armamento[2]
Come altri intercettori dell'epoca, l'F-102A era privo di cannoni, considerati obsoleti per l'intercettazione di bombardieri.
L'armamento, controllato tramite un sistema di tiro Hughes MG-3, era costituito interamente da missili aria-aria posti in una stiva ventrale per non peggiorare le prestazioni, soluzione attualmente adottata dai caccia stealth Lockheed Martin-Boeing F-22 Raptor e Lockheed Martin F-35 Lightning II.
La stiva era divisa in due parti, anteriore e posteriore, ognuna poteva contenere tre missili AIM-4 Falcon.
L'armamento usuale era costituito da tre AIM-4A a guida radar nella stiva anteriore e tre AIM-4C a ricerca di calore nella stiva posteriore. All'interno dei portelli della stiva potevano essere installati ventiquattro razzi non guidati da 50mm, poi sostituiti da altri da 70mm.
In seguito il sistema di tiro Hughes MG-3 venne sostituito dall'Hughes MG-10, dotato di un sistema di comunicazione dati con i centri di comando a terra simile al SAGE (Semi-Automatic Ground Environment) già usato dai North American F-86D Sabre Dog.
I Dagger vennero anche dotati di un sensore all'infrarosso IRST (Infra-red search and track) davanti al parabrezza simile a quello impiegato da alcune versioni del Vought F-8 Crusader dell'US Navy.
Nel 1963 gli F-102 vennero modificati per portare missili aria-aria a testata nucleare AIM-26 Falcon, questo rese necessario modificare anche i portelli della stiva eliminando la possibilità di installare i razzi.
L'uso di missili aria-aria nucleari era previsto solo in caso di un attacco in massa di bombardieri nemici.

## Livree
Il colore standard degli F102 era il grigio chiaro lucido FS16473, detto anche "ADC grey"; la finitura lucida era dovuta ad uno strato di cera protettiva trasparente.
Gli aerei in servizio presso basi nelle zone artiche, cioè Alaska, Groenlandia e Islanda, avevano la deriva e le estremità alari rosso lucido FS11136 per facilitare il ritrovamento dell'aereo in caso di atterraggio di fortuna su terreno coperto di neve o ghiaccio.
A partire dal 1965 nel sud-est asiatico venne introdotta una livrea usata per la maggior parte dei caccia e aerei d'attacco al suolo a chiazze di marrone FS30219, verde scuro FS34079 e verde medio FS34102 per tutte le superfici superiori e laterali e grigio chiaro FS36622 per tutte le superfici inferiori.
La stessa livrea venne poi adottata dall'USAF in tutto il mondo e mantenuta dalle altre forze aeree che acquisirono l'F-102.

## Versioni[2]
- YF-102

Denominato dalla Convair Model 8-82.
Due prototipi con fusoliera progettata senza la regola delle aree e motore J57-P-11 da 14.000 lbf (6.350 kg).
- YF-102A

Denominato dalla Convair Model 8-90.
Quattro aerei di preserie convertiti nei prototipi della nuova versione con la fusoliera progettata secondo la regola delle aree e motore J57-P-23 da 16.000 lbf (7256 kg).
- F-102A

Denominato dalla Convair Model 8-10.
Versione di serie da intercettazione, monoreattore monoposto con ala a delta e prese d'aria ai lati della fusoliera anteriore.
Rispetto agli YF-102A la fusoliera era più lunga di 1,20 m e l'intero aereo era stato alleggerito per migliorarne le prestazioni.
Il carrello d'atterraggio era triciclo con carrelli principali a ruota singola rientranti nelle ali e carrello anteriore a ruota singola rientrante nel muso, inoltre era dotato di parafreno alla base della deriva per accorciare la corsa di atterraggio.
Il primo F-102A (matricola militare 53-1791) volò per la prima volta il 24 giugno 1955 e venne accettato dall'USAF cinque giorni dopo.
Per rimediare ad alcuni problemi di stabilità ad alta velocità, a partire dal 26° aereo prodotto la deriva venne ingrandita aumentandone l'altezza di circa un metro e allungandone la radice.
Durante la produzione vennero usati diversi tipi di ala con diverso svergolamento ai bordi d'attacco per migliorare le prestazioni dell'aereo nelle diverse parti dell'inviluppo di volo.
L'ala finale, denominata Case XX, rispetto alla precedente Case X permetteva una maggiore velocità massima e quota di tangenza e aveva un pilone per un serbatoio di carburante supplementare da 870 litri.
La modifica alle ali richiese modifiche anche ai portelli del carrello principale.
Durante la produzione vennero inoltre aggiunte alle prese d'aria delle paratie per evitare l'ingestione dello strato limite da parte del motore e un gancio d'arresto da usare in caso di emergenza.
Vennero costruiti 889 aerei di questa versione.
- TF-102A

Denominato dalla Convair Model 8-12.
Versione di serie biposto da addestramento ma con le stesse capacità di combattimento dei monoposto.
Tutte le differenze erano nella fusoliera anteriore di sezione maggiore per contenere l'abitacolo a due posti affiancati con strumentazione di controllo del tutto identica.
A causa della maggiore resistenza aerodinamica della fusoliera anteriore la velocità massima era subsonica.
Il primo TF-102A (matricola militare 54-1351) volò per la prima volta l'8 novembre 1955 con ai comandi Johnson.
I TF-102A ricevettero durante la loro produzione e vita operativa gli stessi aggiornamenti dei monoposto F-102A, ma non vennero mai dotati del sistema di tiro MG-10.
Vennero costruiti 111 aerei di questa versione; l'ultimo venne completato nel luglio 1958.
- F-102B

Denominazione inizialmente assegnata al Convair F-106 Delta Dart.
- F-102C

Versione con motore J57-P-47 e armamento costituito da un missile AIR-2 Genie e quattro Falcon proposta all'USAF come soluzione provvisoria in attesa dell'F-106.
Due F-102A (53-1797 e 53-1806) convertiti nei prototipi YF-102C.
L'USAF respinse la proposta per cui questa versione non venne prodotta in serie.
- JF-102A

Denominazione assegnata ai Dagger modificati e impiegati per vari tipi di collaudi dall'USAF e dalla NASA.
Alcuni vennero impiegati per collaudi del sistema di tiro MA-1 e dei missili AIR-2 Genie nell'ambito del programma di sviluppo dell'F-106 Delta Dart.
Almeno un JF-102A venne dotato di un motore General Electric J85 retrattile nella stiva ventrale nell'ambito del programma di prove del motore.
- QF-102A

Due F-102A convertiti nel 1973 in bersagli teleguidati ma con cabina di pilotaggio per i voli di trasferimento.
- PQM-102A

Almeno 69 F-102A convertiti in bersagli teleguidati a partire dal 1973.
- PQM-102B

146 F-102A convertiti in bersagli teleguidati ma con cabina di pilotaggio per i voli di trasferimento a partire dal 1978.
L'ultimo PQM-102B venne impiegato e distrutto nel 1986 sulla base di Holloman in New Mexico.

## Servizio operativo
L'F-102 sostituì nell'USAF gli intercettori subsonici come il Northrop F-89 Scorpion e il North American F-86D Sabre Dog.
Il primo reparto operativo a ricevere l'F-102 fu il 327th Fighter Interceptor Squadron (FIS) sulla base aerea di George in California il 24 aprile 1956.
Alla fine del 1956 erano in servizio 97 F-102 in dotazione anche all'11th FIS di Duluth in Minnesota, al 31st FIS di Wurtsmith in Michigan e nel 317th FIS di McChord nello stato di Washington.
Alla fine del 1957 erano in servizio 428 F-102A in quindici Fighter Interceptor Squadron distribuiti sull'intero territorio degli USA.
Nel 1957 iniziarono le consegne dei biposto TF-102A, soprannominati Tub per la larghezza della fusoliera.
I primi TF-102A vennero consegnati al 4780th Air Defence Wing sulla base di Perrin in Texas, che divenne il reparto di conversione operativa sul Dagger, in seguito vennero assegnati anche due biposto ad ogni reparto operativo.
Il quindici agosto 1957 il 317th FIS venne trasferito sulla base di Elmendorf in Alaska, seguito un mese dopo dal 31st FIS, entrambi sostituiti da altri Squadron nelle basi di partenza.
A giugno 1958 dieci F-102 e due TF-102 del 327th FIS vennero trasferiti sulla base di Thule in Groenlandia.
Alla fine del 1958 651 Dagger erano in servizio nell'USAF, mentre iniziavano le consegne dell'F-106.
I primi Dagger in Europa vennero assegnati al 525th FIS di Bitburg il tre gennaio 1959, seguiti dal 496th FIS di Hahn a dicembre e dal 526th FIS di Ramstein a giugno dell'anno seguente.
In tutti questi reparti su basi in Germania i Dagger sostituirono gli F-86D Sabre Dog.
I primi Dagger vennero assegnati alla PACAF il nove marzo 1959 al 16th FIS sulla base di Naha nell'isola di Okinawa.
Complessivamente sette FIS della PACAF vennero equipaggiati con Dagger dal 1959 al 1971.
I Dagger dell'82nd FIS di Naha venivano spesso rischierati su basi in Corea del Sud.
Alla fine del 1959 solo 150 F-102A erano ancora in servizio nell'ADC.
L'Air National Guard ricevette i primi F-102 il primo luglio 1960 quando vennero consegnati al 182nd FIS della Texas ANG sulla base di Kelly presso San Antonio dove sostituirono gli F-86L.
Gli ultimi F-102 dell'USAF vennero radiati e passati all'ANG nel marzo 1971 quando venne disattivato il 82nd FIS di Naha.
Complessivamente ventidue FIS dell'ANG impiegarono i Dagger tra il 1960 e l'ottobre 1976, quando gli ultimi vennero radiati dal 199th FIS dell'Hawai ANG.
George Walker Bush, diventato poi il 43º Presidente degli Stati Uniti d'America, volò sugli F-102 "Delta Dagger" mentre prestava servizio nella Air National Guard, dalla fine degli anni sessanta al 1973.

### Impiego in Vietnam

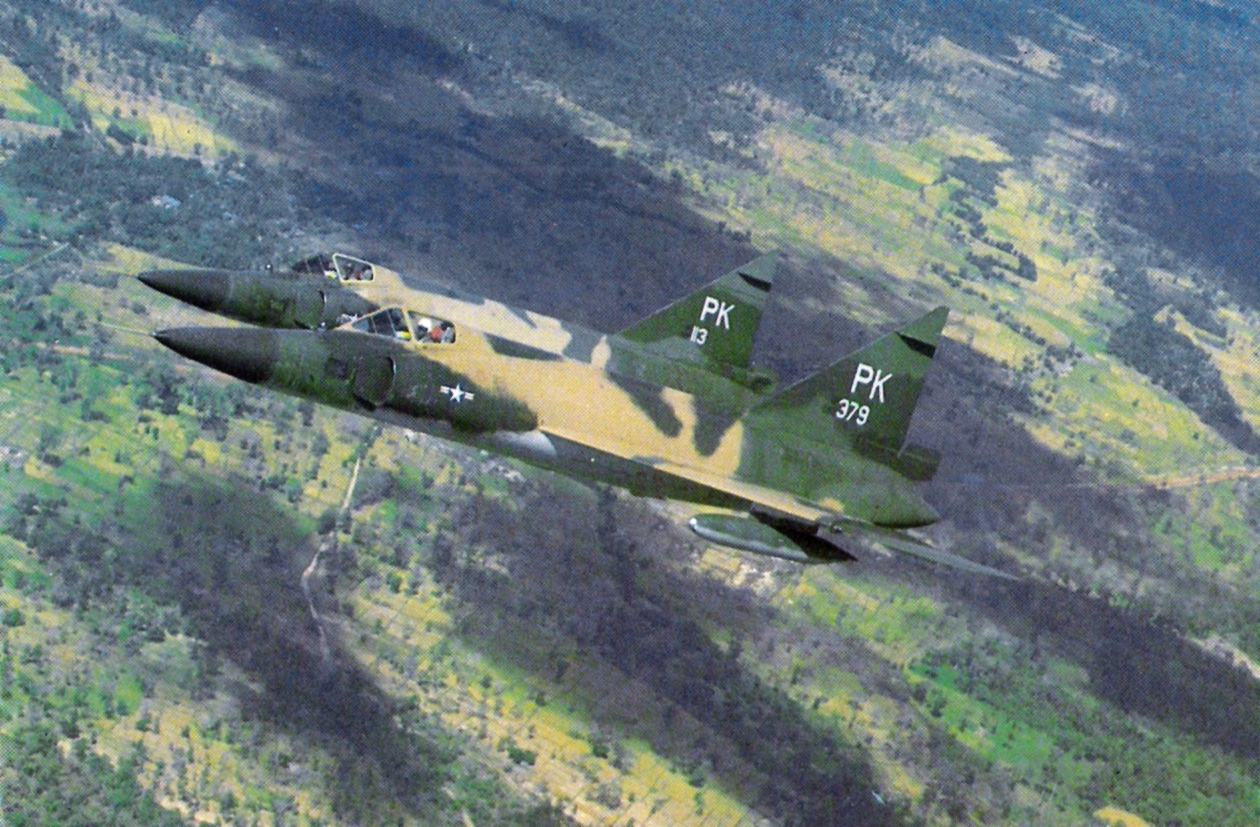
F-102A del 509th FIS in Vietnam nel novembre 1966

L'F-102 operò durante la guerra del Vietnam come caccia di pattuglia e scorta ai bombardieri. Durante il conflitto vennero persi 15 aerei: uno in combattimento aria-aria, la maggior parte a causa della contraerea e i rimanenti per incidenti.
Nell'aprile 1961 quattro F-102A di base a Clark nelle Filippine vennero rischierati in Thailandia sull'aeroporto Don Muang presso Bangkok nel quadro dell'operazione Bell Tone, praticamente un'azione intimidatoria in supporto ai governi thailandese e sudvietnamita.
In seguito, altri reparti di F-102 vennero inviati nel sud-est asiatico a partire dal 1962, quando sui radar difensivi americani vennero individuati contatti per i quali si ipotizzò si trattasse di bombardieri Il-28 "Beagle" nordvietnamiti, una minaccia ritenuta all'epoca molto credibile. Gli F-102 furono schierati in Thailandia e in altri stati confinanti per intercettare questi attaccanti, nel caso avessero effettivamente tentato un bombardamento nel corso del conflitto.
Nel marzo 1962 con l'operazione Waterglass tre F-102A e un TF-102A del 509th FIS vennero rischierati a Tan Son Nhut nel Vietnam del Sud.
A novembre 1963 con l'operazione Candy Machine iniziarono dei rischieramenti regolari del 64th FIS a Tan Son Nhut e Da Nang e del 509th FIS a Don Muan e Udon Thani.
In genere i distaccamenti erano costituiti di un numero di aerei variabile da quattro a sei.
In seguito durante l'operazione Arc Light anche gli F-102 vennero impiegati per scortare i bombardieri Boeing B-52 Stratofortress nelle missioni sul Vietnam del Nord.
Il tre febbraio 1968 due F-102 del 509th FIS erano in missione di scorta ad alcuni aerei da guerra elettronica in volo sul Laos presso il confine con il Vietnam del Nord.
Due MiG-21 nordvietnamiti arrivarono senza essere visti, uno lanciò un missile AA-2 Atoll che colpì uno dei due F-102 che esplose uccidendo il pilota, tenente Wallace Wiggins. L'altro F-102, pilotato dal capitano Al Lomax, lanciò tre missili Falcon ai MiG ma senza colpirli. Questa è l'unica perdita di un F-102 (56-1166) in combattimento aereo durante la guerra del Vietnam.
Gli F-102 vennero impiegati anche in missioni di attacco al suolo usando i razzi non guidati installati nei portelli della stiva ventrale nonostante l'aereo non fosse stato progettato per questo ruolo e neppure i piloti addestrati a questo tipo di missioni.
Almeno un F-102 del 509th distaccato a Da Nang nell'agosto 1966 venne modificato per portare un pod SUU-11Minigun al pilone alare sinistro.
Alcuni Dagger vennero modificati per portare pod ECM o lanciatori di Chaff al posto delle taniche, ma non vennero mai dotati di radar warning receiver (RWR) all'epoca chiamati dall'USAF Radar Homing And Warning (RHAW).
L'operazione Candy Machine terminò il 25 settembre 1968, quando gli ultimi Delta Dagger tornarono negli USA dove vennero poi passati all'ANG.

## Utilizzatori

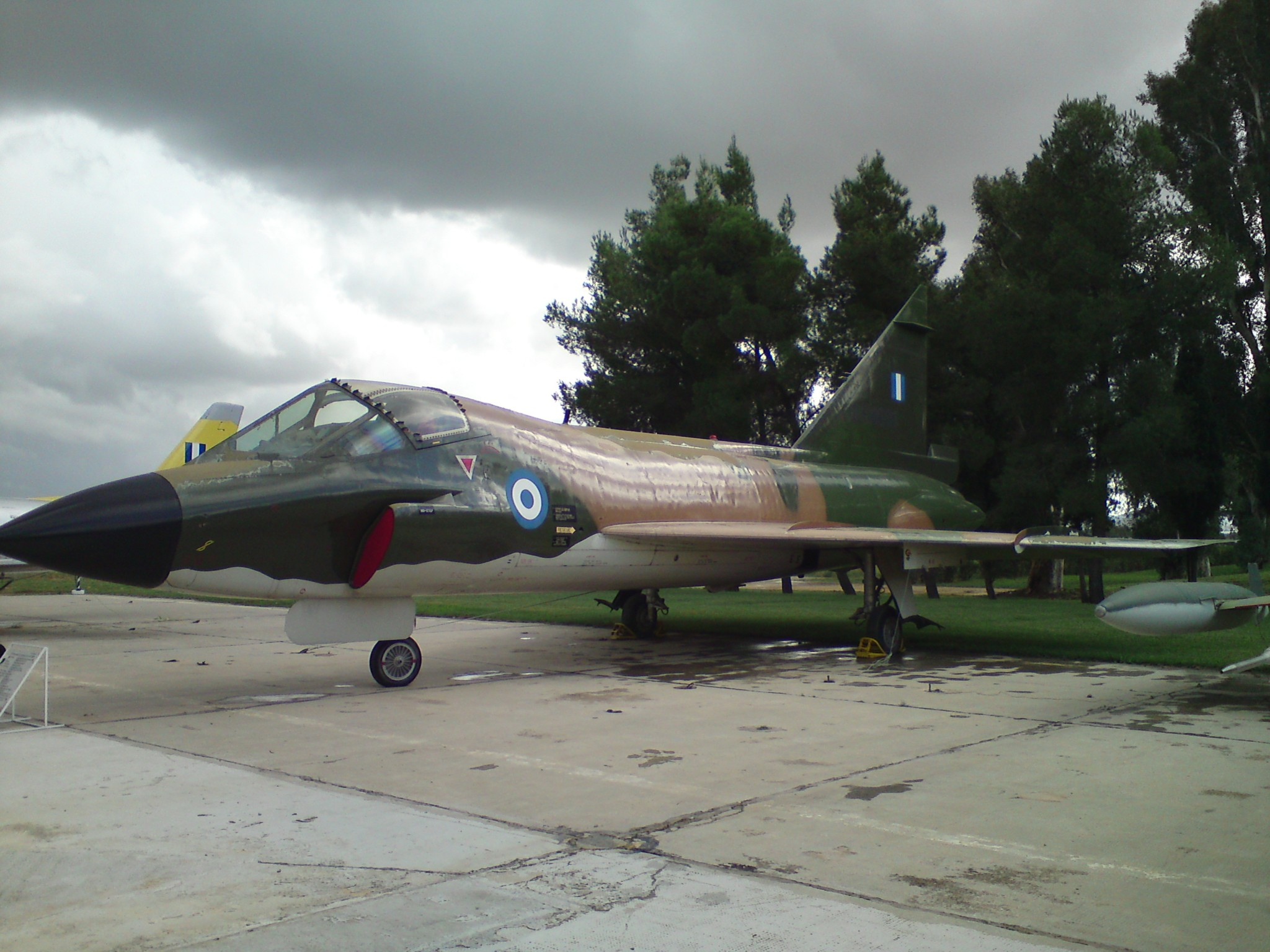
Convair TF-102A Delta Dagger, Polemikí Aeroporía

Grecia
- Polemikí Aeroporía

19 F-102A e 5 TF-102A in servizio tra il 1970 e il 1977.
 Stati Uniti
- United States Air Force
- Air National Guard

 Turchia
- Türk Hava Kuvvetleri

Circa 50 tra F-102A e TF-102A in servizio tra il 1968 e il 1979.